# 乙陽葵
乙 陽葵（おつ ひまり、2002年8月24日 - ）は、日本のグラビアアイドル、タレント。香川県出身。

## 略歴
中学校・高校を大阪で過ごした後は後述の夢をあきらめ、香川に戻り、友人から「おっぱい大きい」「スタイルいいね」と言われていたことから自分の身長や体型など自分自身を活かした仕事がしたいと考えるようになった。そのような思いからSNS配信の際にふと「グラビアアイドルになりたい」と話したところ、後にフォロワーからの芸能事務所R・I・P主催のオーディションがあることを教えられた。
2022年3月に雑誌『週刊プレイボーイ』にてグラビアデビューし、R・I・P所属と同時に上京した。同年11月に初の写真集『なんがでっきょん』をワニブックスから発売。同年12月、TrenVeアワード2022グラビア部門グランプリ受賞。
デビュー時の2022年から2023年はグラビア雑誌を立て続けに飾り、「若手巨乳グラドルの中で注目度No.1」と呼ばれた。この時点でのツイッターのフォロワー26万人だった。
2024年10月24日、事務所を退所。

## 人物
- 趣味は映画観賞、特技はマッサージ[1][2]。未解決事件やオカルト好きで、調べることが趣味。小学生時代は法学部の姉から六法全書を借り電車の中で読んでいた[5]。当時の夢は労働基準監督官[10]。
- 母がJカップで、本人曰く自分の胸は遺伝。自身の胸を「乙パイ」と称している[4]。特徴は横乳で、形がきれいに見れるよう水着の着方などもこだわりがある務所撮影会（当時）のスタッフ経験もあり、橋本梨菜のポージングなども見て研究した[11]。
- 父には当初芸能活動を反対されたが、作品を出すことで応援してくれるようになったという[5][12]。
- 目標は地元香川で撮影をすること。郷土愛が深く、1st写真集『なんがでっきょん』も「何か出ている」、転じて挨拶言葉になっている讃岐方言である[5]。

## 作品

### イメージビデオ
- ミルキー・グラマー（2023年2月24日、竹書房）[13][14]
- 乙パイ（2023年7月20日、ラインコミュニケーションズ）[15][16]
- こしゃくな美少女（2023年11月28日、エアーコントロール）[17]

## 出版

### 写真集
- なんがでっきょん（2022年11月16日、ワニブックス、撮影：唐木貴央）ISBN 978-4847084539[18]

### デジタル写真集
- 乙パイ成長中!! 週プレ PHOTO BOOK（2022年3月7日、集英社、撮影：Takeo Dec.）[19]
- あふれちゃう♡ vol.1･2（2022年9月7日、講談社、撮影：鈴木ゴータ）[20][21]
- あふれちゃう♡ オール未公開 perfect ver.（2022年9月7日、講談社、撮影：鈴木ゴータ）[22]
- 乙パイ〜ヒマリイズム〜 【月チャンデジグラ】（2022年10月1日、秋田書店）
- 最大VOLUMEガール Gテレデジタル！（2022年11月16日、KADOKAWA）[23]
- なんがでっきょん（2022年12月1日、ワニブックス）
- 乙パイ発育中です！ EX大衆デジタル写真集:37（2022年12月5日、双葉社、撮影：LUCKMAN）[24]
- Vitamin I 漫画アクションデジタル写真集（2023年2月7日、双葉社、撮影：大藪達也）[25]
- 乙(おつ)かれさまです！ vol.1･2 ･ DX [sabra net e-Book]（2023年2月24日、小学館）[26][27][28]
- 週刊GIRLS-PEDIA 007（2023年3月1日、KADOKAWA）[29]
- なぁ、なんしょん？ ワニブックスデジタル写真集（2023年3月3日、ワニブックス、撮影：唐木貴央）[30][31]
- どこでも乙ちゃん（2023年3月3日、ワニブックス、撮影：唐木貴央）[31][32]

### 雑誌
- 月刊アームズマガジン11月号（2022年9月、ホビージャパン）※表紙
- MEN'S DVD SEXY vol.13（2022年12月27日、三和出版）※表紙

### カレンダー
- 乙陽葵 2024年カレンダー（2023年11月4日、トライエックス）[33]

### トレーディングカード
- 乙陽葵 ファースト・トレーディングカード（2023年5月13日、ヒッツ）[34][35]

## 出演

### ウェブ配信
- 瀬戸なみと乙陽葵の讃岐うどんDX（2022年3月4日 - 8月23日、ニコニコチャンネル）[12][36]
- 佐久間宣行のNOBROCK TV（2022年9月17日、YouTube）[37]

### CM
- 37ゲームズジャパン「日替わり内室」5周年イベント桃色サマーパーティー編（アプリゲーム、2023年）[38]